# Буковиця (пам'ятка природи)
Буковиця — ботанічна пам'ятка природи місцевого значення. Об'єкт розташований на території Яремчанської міської ради Івано-Франківської області, Горганське лісництво, квартал 13, виділ 20.
Площа — 1,0000 га, статус отриманий у 1972 році.